# رمض (المخادر)

تعديل مصدري - تعديل

رمض محلة تابعة لقرية الذنبة، التابعة لعزلة المعشار بمديرية المخادر إحدى مديريات محافظة إب في الجمهورية اليمنية، بلغ تعداد سكانها 60 حسب تعداد اليمن لعام 2004.